# Будинок контори єврейського кладовища
Будинок контори єврейського кладовища — адміністративна будівля зруйнованого Лук'янівського єврейського кладовища, яка розташовується за адресою вул. Юрія Іллєнка 44. Побудований у 1899 році архітектором Володимиром Ніколаєвим.
У серпні-вересні 1943 року був казармою німецької окупаційної команди 1005, яка спалювала трупи.
У 1962 року у будинку облаштували гуртожиток для хокейної команди «Сокіл». У середині 2010-х років будинок перейшов до Київської міської ради профспілок, яка передала його приватній фірмі. У 2016 році суд, через порушення законодавства, повернув будівлю державі. Постановою Кабінету міністрів від грудня 2015 року будинок був переданий Національному історико-меморіальному заповіднику «Бабин Яр» для створення Меморіального музею пам'яті жертв трагедії.

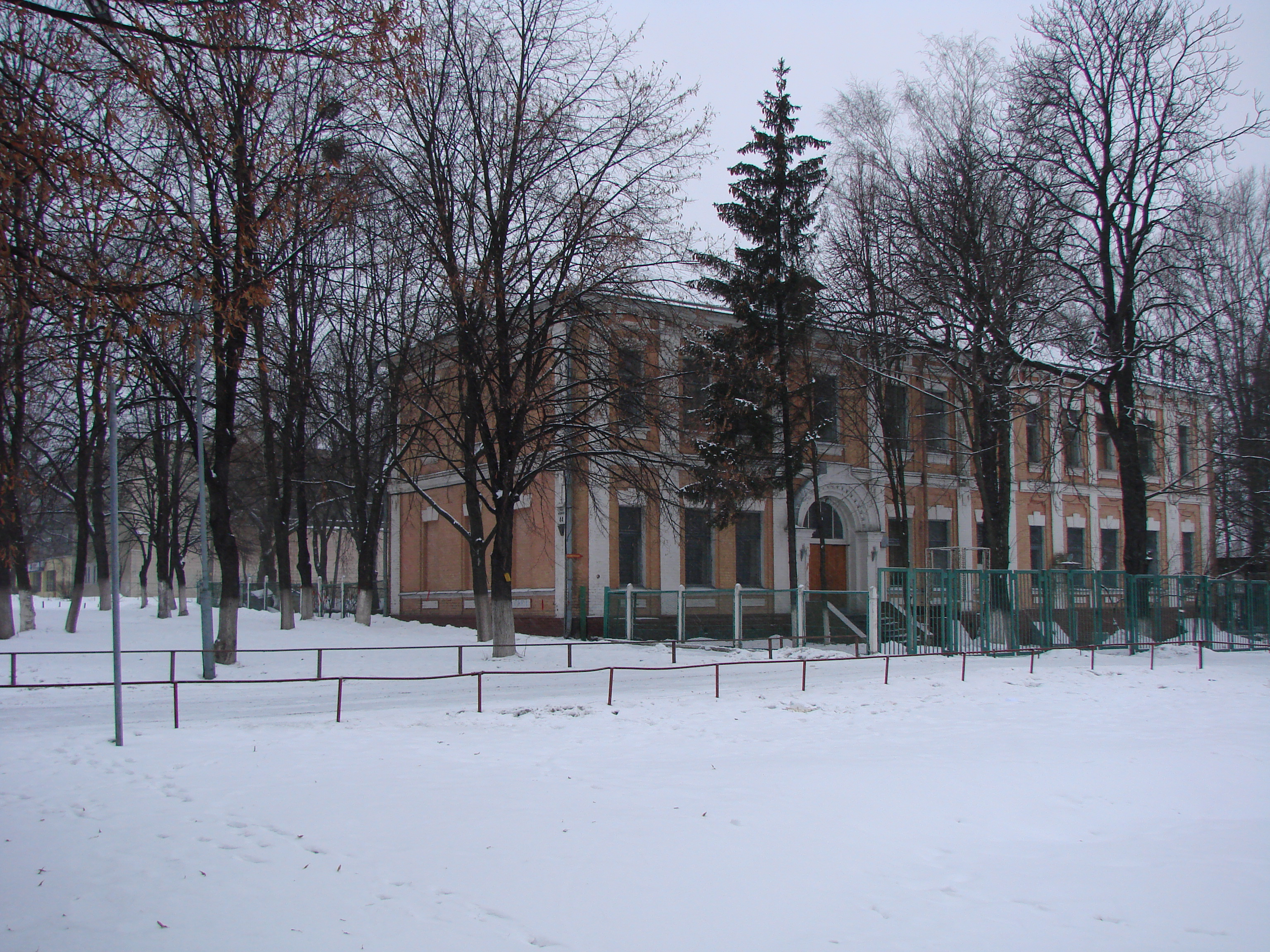
Вид на будівлю (січень 2009)
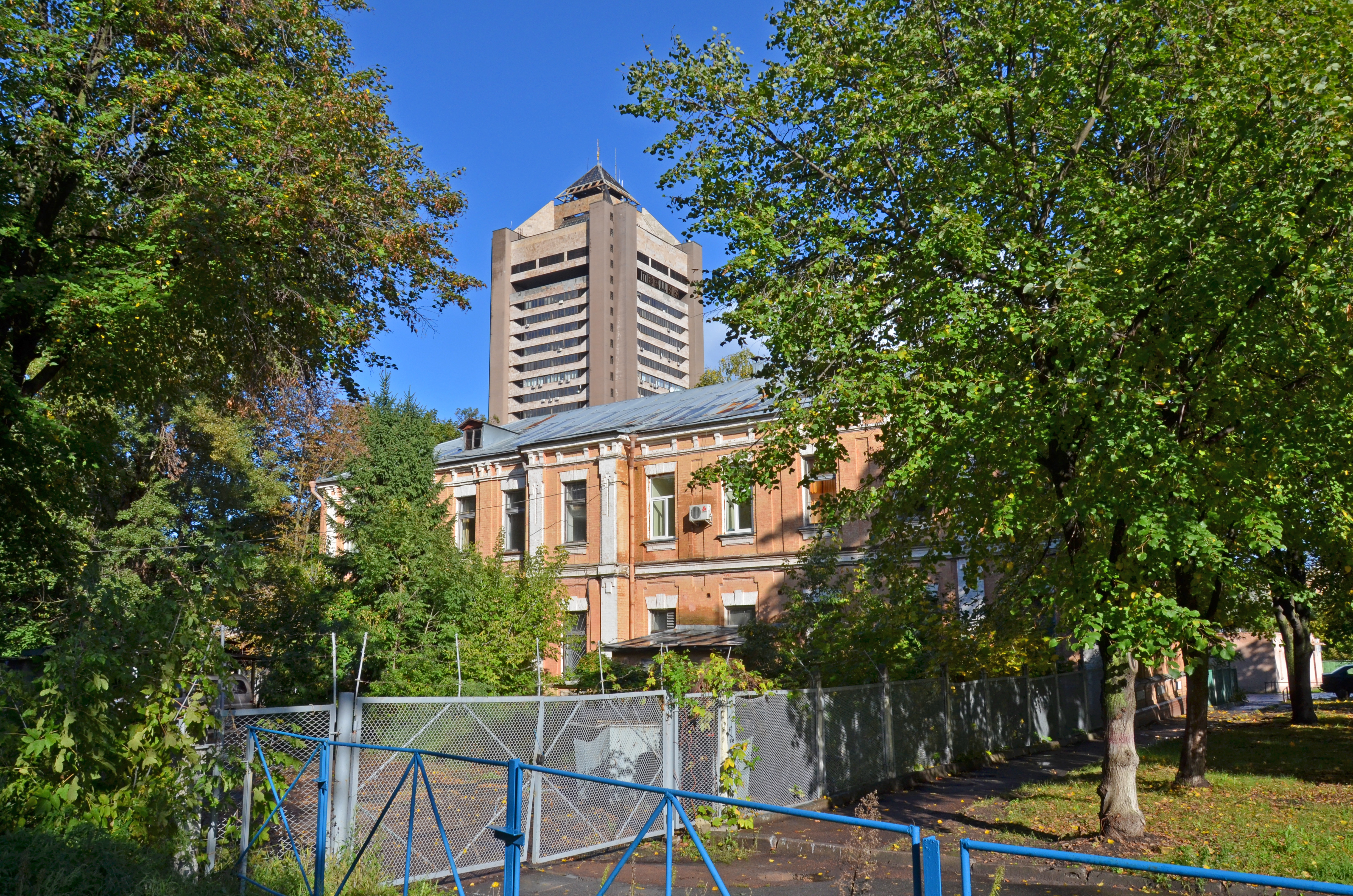
Вид на будівлю (вересень 2013)
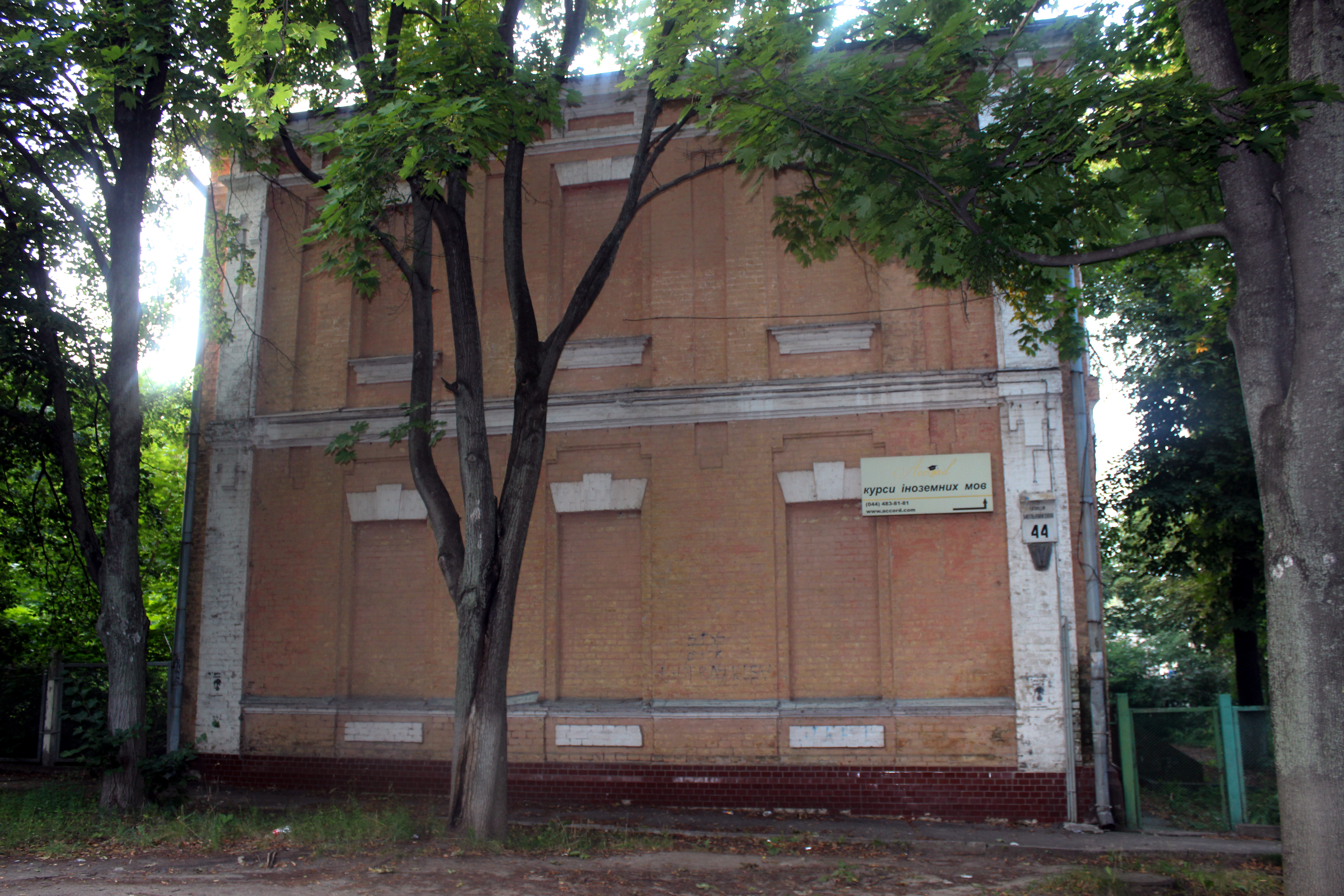
Будівля (липень 2016)

Будівлю відреставрували за державні кошти та кошти приватних спонсорів. У 2021 році прем'єр-міністр України Денис Шмигаль надав доручення Фонду державного майна України віддати в оренду приватному російському проєкту «Меморіал Голокосту «Бабин Яр». 

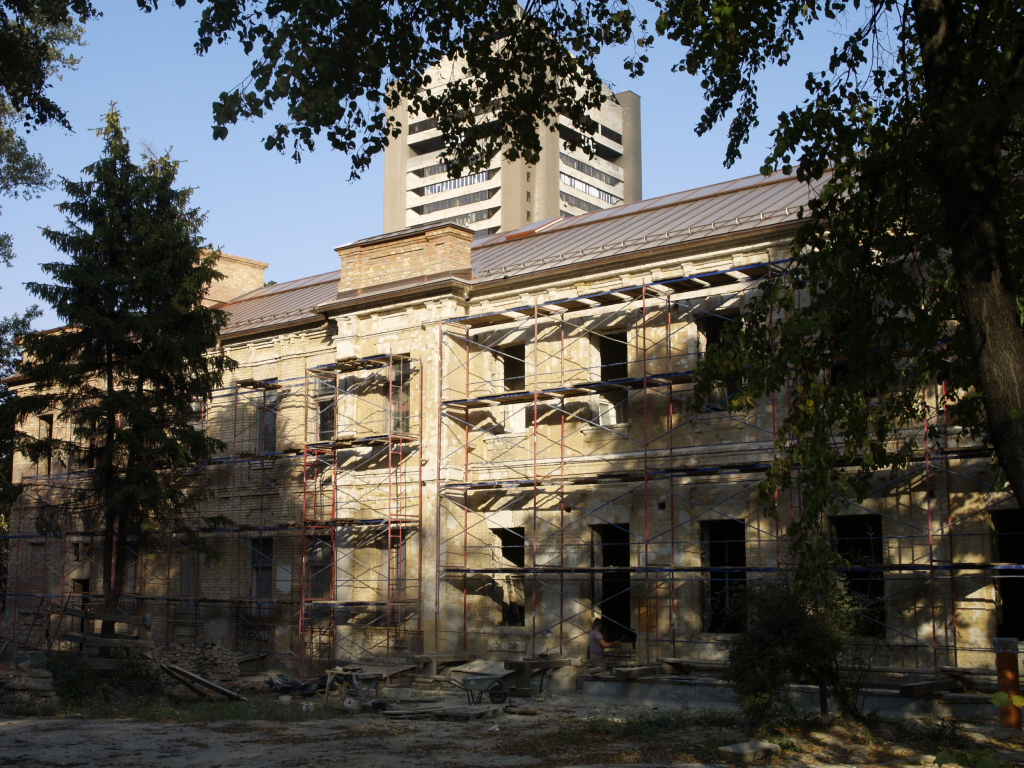
Фасад будинку з боку подвір'я (вересень 2020)
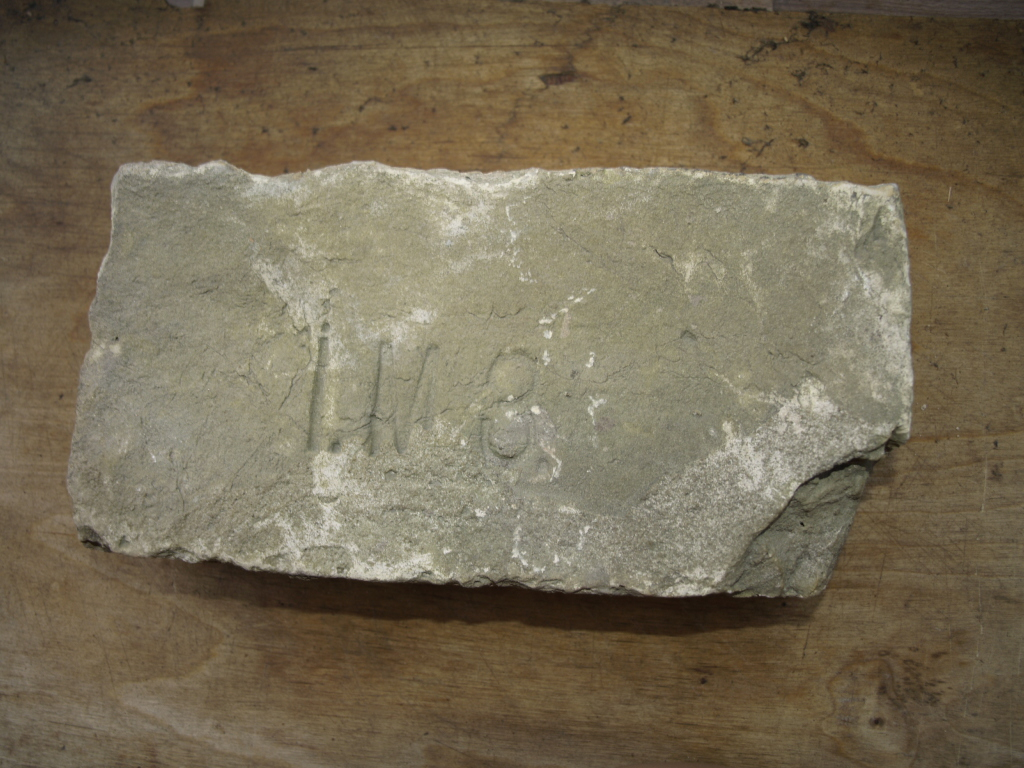
Фрагмент старої цегляної кладки стін
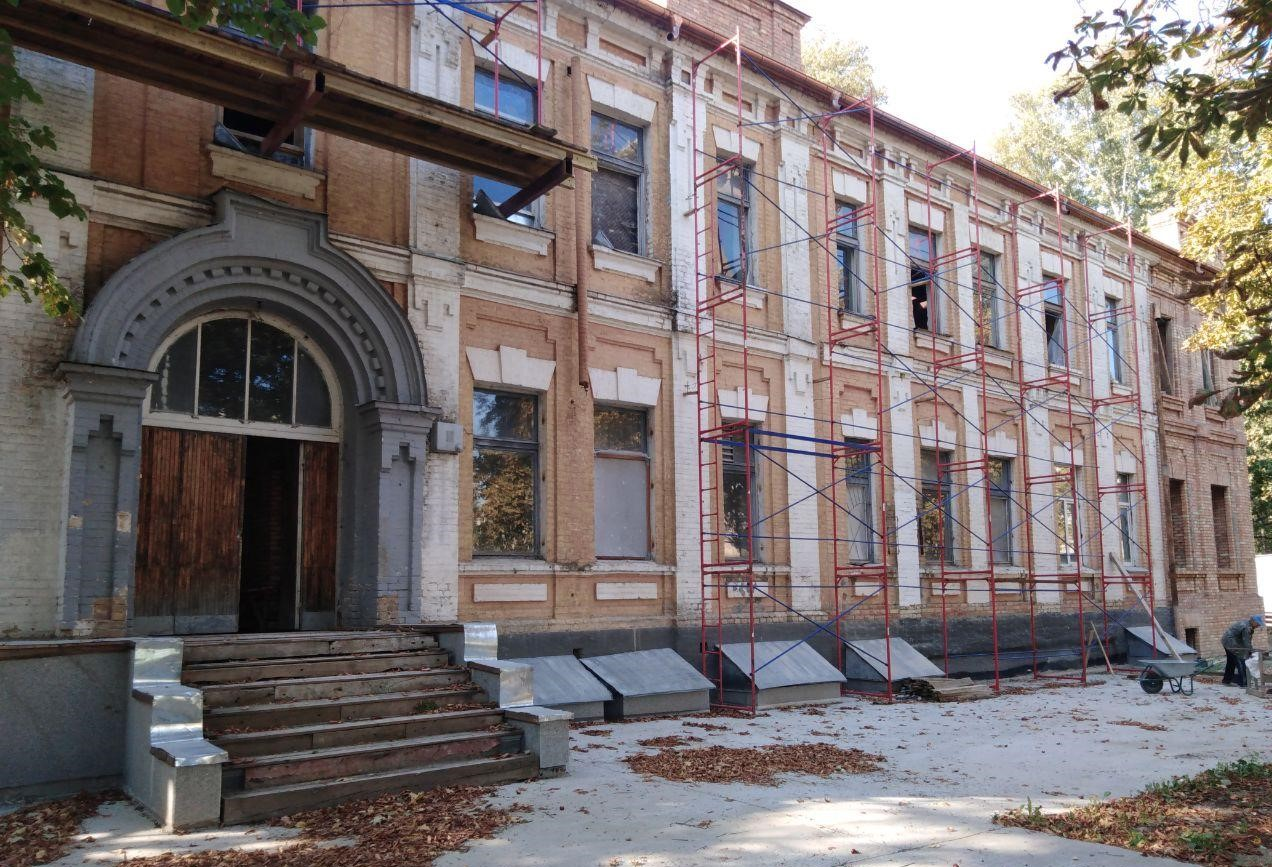
Вид на вхід (вересень 2020)
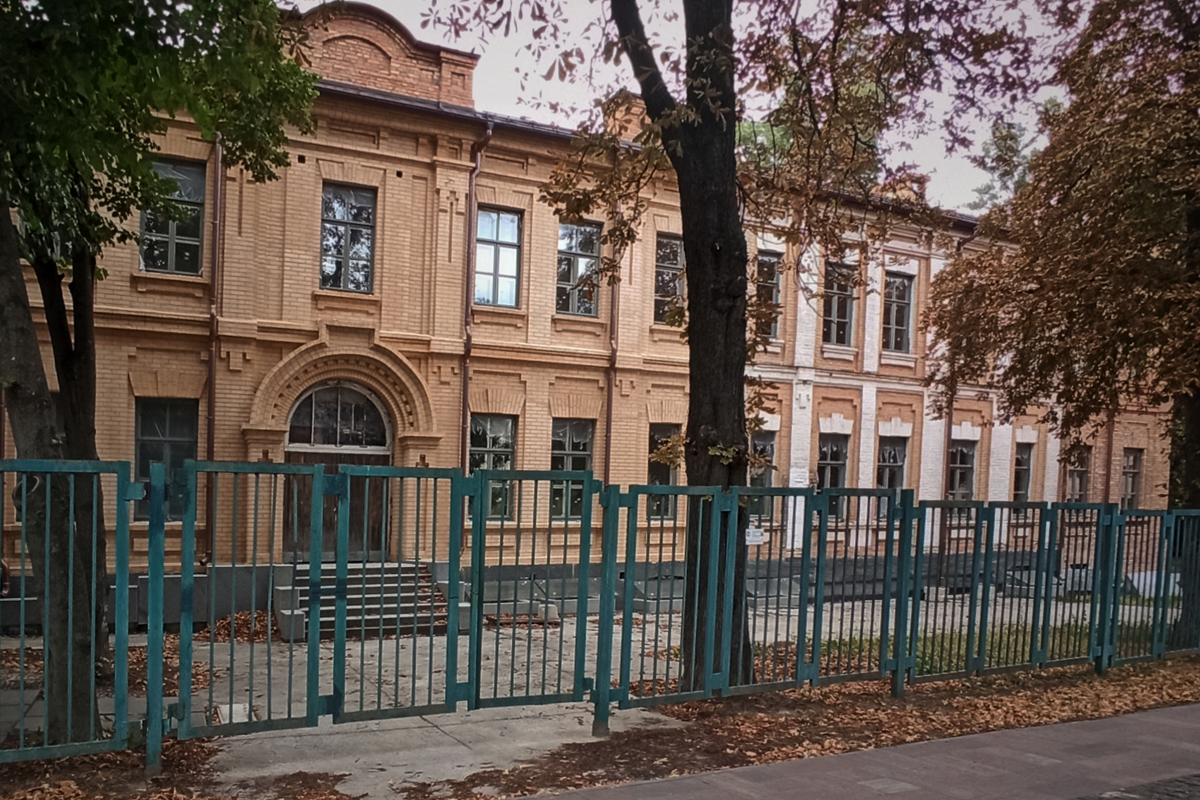
Вид на будівлю (вересень 2024)